# Masha y el oso (serie de televisión)
Masha y el Oso (en ruso: Маша и Медведь, romanización Masha i Medved') es una serie de televisión infantil rusa animada en 3D creada por el estudio de animación ruso Animaccord. Está basada, en líneas generales, en un cuento folklórico ruso. La serie trata sobre las aventuras de Masha, una niña rusa que convive con un oso. Se estrenó el 7 de enero de 2009.

## Argumento

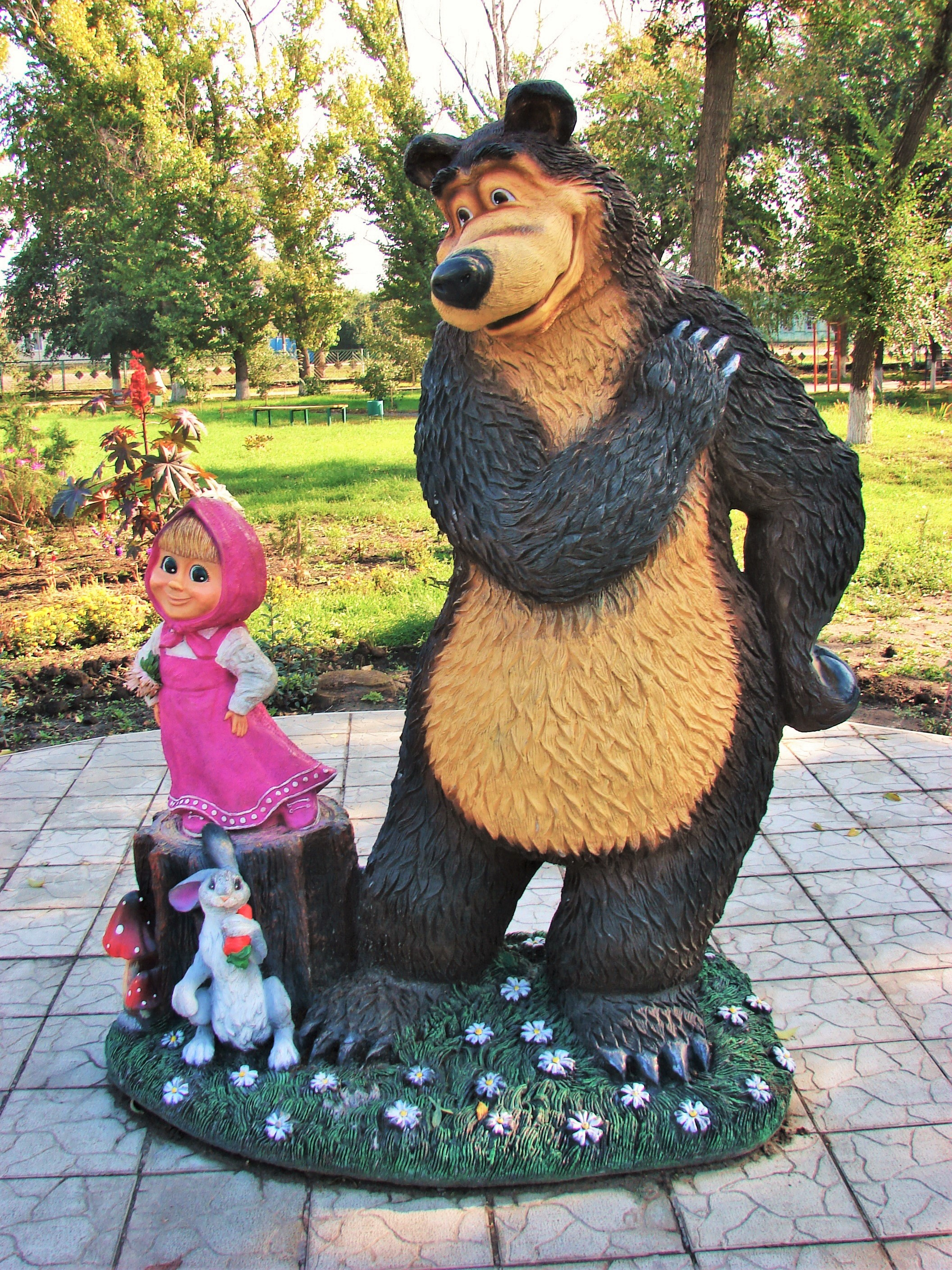
Escultura de los personajes de Masha y el Oso en Yelat, óblast de Volgogrado.

Masha vive en el bosque con sus mascotas: un perro, una cabra y un cerdo. Obliga a los animales del bosque a que jueguen con ella o les hace travesuras. Masha vive cerca del transiberiano y, una mañana, mira a una mariposa y la sigue. Cuando se da cuenta, entra a la casa de un oso que había salido a pescar. Mientras juega ahí, Masha termina haciendo un gran desorden en la casa. Un oso pardo europeo (ursus arctos arctos) llamado "El Oso" regresa a su hogar después de pescar y ve el desastre causado por Masha. El Oso se enoja e intenta alejarla de su casa, sin éxito. Al final, Masha y el Oso se vuelven amigos. 
Una trama recurrente de la serie es la del Oso intentando evitar que Masha haga travesuras. Sin embargo, el Oso acaba siendo víctima involuntaria de las travesuras de la niña.
Masha, su prima menor Dasha y Papá Noel son los únicos personajes de la serie que hablan. Los demás personajes se comunican a través de otros tipos de sonidos o con mímica.

## Personajes

### Principales

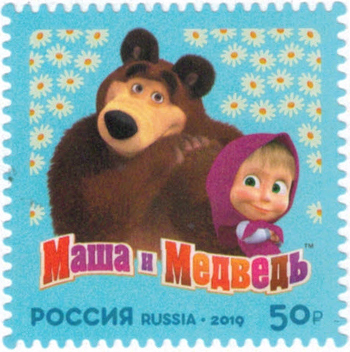
Sello “Cine ruso moderno” con los personajes de Masha y el Oso.

- Masha (en ruso: Маша, romanización Masha) Una niña de cinco años de edad (recuerden que en el episodio "A su servicio", se muestra un texto que es traducido como "El día después del cumpleaños 5 de Masha"). Masha es el diminutivo de María en ruso. Masha es traviesa e hiperactiva y siempre piensa en jugar. Vive en una casa cerca de la estación de tren. Cerca de su casa, hay un camino que conduce a la casa del Oso. Masha lo quiere mucho, pero en sus juegos tiende a generarle problemas. Sus padres y también padres de sus amigos no aparecen en la serie y se desconoce el motivo. Su única pariente conocida, es su prima menor, Dasha, que tiene un gran parecido con ella, tanto en la figura y estatura del cuerpo como en la cara, por lo que Oso confundió a Dasha con Masha cuando la vio por primera vez. Le encantan los dulces. El personaje de Masha combina características de muchos niños de su edad (llorar cuando no se le da lo que quiere, cometer errores gramaticales al hablar) con habilidades de adulto: jugar al tenis, pescar, cocinar mermeladas o tocar la guitarra eléctrica.
- Oso (en ruso: Медведь, romanización Medved) Un oso pardo europeo (ursus arctos arctos) de circo, ya jubilado y aunque no lo representa directamente, tiene el tipo de un adulto de la tercera edad ruso, de costumbres muy tradicionales y que gusta de estar solo. Vive en una casa de árbol en el bosque, y en algún capítulo se le ve de cachorro en esa misma casa al recordar su infancia, por lo que es muy probable que la haya heredado de sus padres. En idioma ruso, en algunos capítulos, Masha lo llama "Mishka" (literalmente: "Osito"), que es el nombre que se da a los osos en los cuentos rusos. Es enorme y es el mejor amigo de Masha. En su vida laboral en el circo, hizo muchos amigos y consiguió trofeos y medallas, con los que Masha suele jugar. Como todo adulto mayor, le apasiona la lectura, cultiva hortalizas y tiene sus propios panales, pues como a todo oso le encanta la miel. Es un maniático del orden y la limpieza. En un capítulo, le obsequia a Masha una boina del Ejército Rojo, por lo que muy probablemente en sus tiempos mozos fue mascota del Ejército Soviético. Como todo ruso, tuvo acceso a la educación superior y por ello tiene conocimientos de química, física y tecnología; gusta de reparar él mismo los desperfectos de su casa y los que le ocasiona la pequeña Masha con gran ingenio y habilidad, lo que indica que se hallan en una región muy apartada, pues en un capítulo donde es retado a jugar tenis contra su acérrimo rival y amigo, se puede apreciar que se hallan en Siberia. Oso como un gran artista, toca instrumentos musicales como la tuba o la guitarra con gran destreza. En la televisión suele ver las noticias, programas culturales o partidos de fútbol. No sabe (o no puede) hablar, aunque entiende muy bien el ruso, por lo que se expresa con señas y gruñidos, o a veces escribiendo ya sea de propia mano, o usando una máquina de escribir. Tiene pasatiempos que involucran una capacidad mental superior, y del mismo modo denotan que es una persona de la tercera edad que disfruta de su retiro, pues siempre anda ideando que hacer en cuanto a su tiempo libre.

### Secundarios
- Osa (en ruso: Медведица, romanización Medveditsa) Es una osa, habitante del bosque, y amiga de la infancia del oso. El oso está enamorado de ella y a veces sale de su casa para conquistarla. La primera vez que ella lo rechazó a favor del Oso Negro, solo para darse cuenta de lo absurdo que es, y otra vez se volvió a fijarse en oso, aunque ella prefiera la música más moderna y él la clásica. Ella a veces es amable con Masha, como darle una revista de moda, ayudar a entrenarla para su partido de tenis contra el Oso Negro, y ayudarla a aprender a patinar sobre hielo.
- Conejo (en ruso: Заяц, romanización Zayats) Es el vecino de Masha y el Oso. Es una víctima habitual de las travesuras de Masha. Suele ayudar a Oso en su huerto, pero a menudo le roba zanahorias.
- Lobos (en ruso: Волки, romanización Volki) Son dos lobos que viven en una ambulancia oxidada y podrida en el medio del bosque. No consiguen mucha comida y su sueño es el frigorífico lleno de comida que tiene Oso en su casa. También juegan el papel de doctores o enfermeros del bosque cuando Oso se ha lastimado por alguna travesura de Masha o cuando Oso lleva a Masha a que la revisen porque ya no hace travesuras.
- Ardillas (en ruso: Белки, romanización Belki) Son dos ardillas. Viven en los árboles y, cuando se ven amenazadas por las travesuras de algún otro personaje, se defienden lanzándole piñas de bosque a gran velocidad.
- Erizos (en ruso: Ёж, romanización Yozh) Los erizos no suelen participar en las bromas de Masha. A veces Masha los utiliza como animal de carga, pinchando setas o bayas en su púas para transportarlas.
- Panda (en ruso: Панда, romanización Panda) Es un panda gigante bebé que es primo del oso. Masha no se lleva muy bien con él, y desde su primer capítulo, juntos, están siempre peleando o compitiendo, aunque hay veces en que inevitablemente deben trabajar juntos para salir de ciertas situaciones y evitar castigos por parte del Oso, como por ejemplo cuando en el capítulo "Programa de Variedades" rompieron la televisión nueva y simularon montones de transmisiones para que Oso no supiera nada de sus situaciones.
- Tigre (en ruso: Тигр, romanización Tigr) Es un tigre siberiano (panthera tigris altaica) que trabajó en el circo con Oso. Él tiene una personalidad muy similar a soportar, con la diferencia de que es capaz de hacer más trucos y es compatible con las travesuras de Masha.
- Pingüina (en ruso: Пингвинёнок, romanización Pingvinionok) Es la hija adoptiva del Oso, ya que aparece por primera vez en el capítulo "El hallazgo" como un huevo que Masha encuentra y hace que Oso lo empolle. La pingüina imprime rápidamente en Oso como su figura parental y Oso forma un vínculo sincero con ella, pero elige enviar a Pingüina para vivir en la Antártida para su propia salud. Aun así, se mantienen en contacto.
- Oso del Himalaya (en ruso: Гималайский медведь, romanización Gimalayskiy medved) es un oso negro asiático. Es rival del Oso, ya que intenta atraer la atención de Osa. Él tiene una personalidad arrogante y se dedica a ponerse en forma, haciendo pesas y presumiendo de su musculatura. En un episodio, hizo trampas para ganarle a Masha en un juego de tenis.
- Animales de granja: un perro, una cabra y un cerdo. Viven en el exterior de la casa de Masha. En el primer episodio, aparecen también unos pollos. Por lo general, en cuanto Masha sale de la casa, se esconden, incluso en el pozo. La cerda Rosie tiene un walkman.

### En episodios aislados
- Dasha (en ruso: Даша, romanización Dasha) es la prima menor de Masha. Tiene 3 años. Tiene un aspecto idéntico al de Masha pero lleva gafas azules y un vestido de color naranja. Su carácter es opuesto al de Masha: tiene miedo del oso y lo llama "monstruo". Siempre que ve al oso, tiene el mismo piripaque: lanzando cosas contra él y corriendo por ahí diciendo "Qué miedo". Ella aparece en los episodios 36, 52(Masha y el Oso), 53, 64 y 76. (Reboot)
- Papá Noel (en ruso: Дед Мороз, romanización Ded Moroz), en Rusia es conocido como Abuelo de las Nieves, aparece en los episodios 3 y 21. Masha en estos capítulos se disfraza de Снегурочка (Snegúrochka), o Doncella de Nieve.
- Oso de las cavernas (en ruso: Пещерный медведь, romanización Peshcherniy medved) Es el antepasado prehistórico del Oso, al que conoce viajando en el tiempo. Tiene aspecto primitivo y su pelaje es más oscuro que el de Oso, sin embargo tiene un carácter similar.

## Voces
| Masha                                           | Alina Kukúshkina (episodios 1-52) Varvara Sarantseva (desde el episodio 53) | Elsie Fisher (episodios 1-26) Rebecca Bloom (episodios 27-39) Angelica Keamy (episodios 40-52) Kaitlyn McCormick (episodios 53-78) Adriana Figuereda (desde el episodio 79) | Giselle Nieto (episodios 1-36) ¿? (solo en el episodio 37) Isabel Keefe (episodios 38-72) Arianna Villavicencio (episodios 73-78) Oriana Medina (desde el episodio 79) Angela Urrecheaga (canciones episodios 1-78) Nicolle Apollonio (spin offs) |  |  |
| Tigre (o "Rayas y Bigotes" como lo llama Masha) | Boris Kutnevich                                                             | Boris Kutnevich | Boris Kutnevich |  |  |
| Panda                                           | Mark Kutnevich                                                              | Mark Kutnevich | Mark Kutnevich |  |  |
| Conejo                                          | Mark Kutnevich                                                              | Mark Kutnevich | Mark Kutnevich |  |  |
| Dasha                                           | Alina Kukúshkina                                                            | ¿? | ¿? |  |  |
| Osa                                             | Irina Kukushkina                                                            | Irina Kukushkina | Irina Kukushkina |  |  |
| Papá Noel                                       | ¿?                                                                          | Fred Tatasciore | Guillermo Díaz |  |  |
| Oso                                             | Boris Kutnevich                                                             | | |  |  |
| Estudio de grabación/doblaje                    | Cosmosstudio                                                                | Soundchef Studios, Hollywood | Soundchef Studios |  |  |

## Episodios

### Temporada 1 - Masha y el oso
| Ep | Título original                                                                  | Título en inglés                          | Título en español                         | Año  |
| -- | -------------------------------------------------------------------------------- | ----------------------------------------- | ----------------------------------------- | ---- |
| 1  | Первая встреча Romanización: Pervaya vstrecha                                    | How They Met                              | Primer encuentro                          | 2009 |
| 2  | До весны не будить! Romanización: Do vesny ne budit!                             | Don't Wake Till Spring                    | ¡Se prohíbe despertar hasta la primavera! | 2009 |
| 3  | Раз, два, три! Ёлочка, гори! Romanización: Raz, dva, tri! Yolochka, gori!        | One, Two, Three! Light the Chistmas Tree! | Navidad iluminada                         | 2009 |
| 4  | Следы невиданных зверей Romanización: Sledy nevidannykh zverey                   | Tracks of Unknown Animals                 | Rastreadora de animales desconocidos      | 2009 |
| 5  | С волками жить… Romanización: S volkami zhit                                     | Prances with Wolves                       | Aullando con lobos                        | 2009 |
| 6  | День варенья Romanización: Den' varen'ya                                         | Jam day                                   | Dia de mermeladas                         | 2009 |
| 7  | Весна для медведя Romanización: Vesna dlya medvedya                              | Springtime for Bear                       | Ha llegado la primavera                   | 2009 |
| 8  | Ушел на рыбалку Romanización: Ushel na rybalku                                   | Gone Fishing                              | Pescate pez                               | 2009 |
| 9  | Позвони мне, позвони Romanización: Pozvoni mne, pozvoni!                         | Call Me Please!                           | Llámame                                   | 2010 |
| 10 | Праздник на льду Romanización: Prazdnik na ldu                                   | Holiday on Ice                            | Fiesta en patines                         | 2010 |
| 11 | Первый раз в первый класс Romanización: Pervyy raz v pervyy klass                | First Day of School                       | Primera vez en primer grado               | 2010 |
| 12 | Граница на замке Romanización: Granitsa na zamke                                 | No Trespassing                            | ¡No traspasar!                            | 2010 |
| 13 | Кто не спрятался, я не виноват! Romanización: Kto ne spryatalsya, ya ne vinovat! | Hide and Seek is Not for the Weak         | ¡Encuéntrame si puedes!                   | 2010 |
| 14 | Лыжню! Romanización: Lyzhnyu!                                                    | Watch Out!                                | ¡Abran paso!                              | 2010 |
| 15 | День варенья Romanización: Den varenya                                           | Little cousin                             | Un pariente lejano                        | 2011 |
| 16 | Дальний родственник Romanización: Dalniy rodstvennik                             | Get well soon                             | Mejorate pronto                           | 2011 |
| 17 | Будьте здоровы! Romanización: Budte zdorovy!                                     | Recipe of disastee                        | La avena de Masha                         | 2011 |
| 18 | Маша + каша Romanización: Masha + kasha                                          | Recipe of Disaster                        | La avena de Masha                         | 2012 |
| 19 | Большая стирка Romanización: Bolshaya stirka                                     | Laundry Day                               | Día de lavado                             | 2012 |
| 19 | Репетиция оркестра Romanización: Repetitsiya orkestra                            | The Grand Piano Lesson                    | El ensayo de la orquesta                  | 2011 |
| 20 | Усатый-полосатый Romanización: Usatyy-polosatyy                                  | Stripes and Whiskers                      | Rayas y bigotes                           | 2012 |
| 21 | Один дома Romanización: Odin doma                                                | Home Alone                                | Una navidad en paz                        | 2012 |
| 22 | Дышите! Не дышите! Romanización: Dyshite! Ne dyshite!                            | Hold Your Breath                          | ¡Respire profundo!                        | 2013 |
| 23 | Подкидыш Romanización: Podkidysh                                                 | The Foundling                             | El hallazgo                               | 2013 |
| 24 | Приятного аппетита Romanización: Priyatnogo appetita                             | Bon Appètit                               | Buen Appetit                              | 2013 |
| 25 | Фокус-покус Romanización: Fokus-pokus                                            | Hokus-Pokus                               | Abracadabra                               | 2013 |
| 26 | Осторожно, ремонт! Romanización: Ostorozhno, remont!                             | Home Improvement                          | Mejorando la casa                         | 2013 |

### Temporada 2 - Masha y el oso
| Ep | Título original                                                 | Título en inglés     | Título en español                         | Año  |
| -- | --------------------------------------------------------------- | -------------------- | ----------------------------------------- | ---- |
| 27 | Картина маслом Romanización: Kartina maslom                     | Picture Perfect      | Paisaje al óleo                           | 2013 |
| 28 | Ход конём Romanización: Khod konom                              | Time to Ride my Pony | Jaqueca de jacos                          | 2013 |
| 29 | Хит сезона Romanización: Khit sezona                            | One-Hit Wonder       | El hit del momento                        | 2013 |
| 30 | Витамин роста Romanización: Vitamin rosta                       | Growing Potion       | Factor de crecimiento                     | 2013 |
| 31 | Новая метла Romanización: Novaya metla                          | Swept Away           | La bruja malvada                          | 2013 |
| 32 | Когда все дома Romanización: Kogda vse doma                     | All in the Family    | La Escoba Voladora                        | 2013 |
| 33 | Сладкая жизнь Romanización: Sladkaya zhizn                      | La Dolce Vita        | La dolce vita                             | 2013 |
| 34 | Фотография 9 на 12 Romanización: Fotografiya 9 na 12            | Just Shoot Me        | La fotografía perfecta                    | 2013 |
| 35 | Трудно быть маленьким Romanización: Trudno byt malenkim         | Kidding Around       | No es fácil ser niño                      | 2013 |
| 36 | Двое на одного Romanización: Dvoye na odnogo                    | Two Much             | Dos son multitud                          | 2013 |
| 37 | Большое путешествие Romanización: Bolshoye puteshestviye        | Bon Voyage           | Un viaje inolvidable                      | 2013 |
| 38 | Сказка на ночь Romanización: Skazka na noch                     | The Thriller Night   | Noche de espantos                         | 2013 |
| 39 | Нынче всё наоборот Romanización: Nynche vso naoborot            | Trading Places Day   | Cambiando lugares                         | 2014 |
| 40 | Красота - страшная сила Romanización: Krasota - strashnaya sila | Terrible Power       | Belleza peligrosa                         | 2014 |
| 41 | Дело в шляпе Romanización: Delo v shlyape                       | Hat Trick            | Quitándose el sombrero                    | 2014 |
| 42 | День кино Romanización: Den kino                                | And, Action          | Acción                                    | 2014 |
| 43 | Героями не рождаются Romanización: Geroyami ne rozhdayutsya     | Self-Made Hero       | Super Masha                               | 2014 |
| 44 | Раз в году Romanización: Raz v godu                             | Once in a Year       | El cumpleaños es solo una vez al año      | 2014 |
| 45 | Запутанная история Romanización: Zaputannaya istoriya           | The Puzzling Case    | Las piezas del crimen: un caso misterioso | 2014 |
| 46 | Учитель танцев Romanización: Uchitel’ tantsev                   | Dance Fever          | Fiebre de baile                           | 2014 |
| 47 | Крик победы Romanización: Krik pobedy                           | Victory Cry          | Grito de victoria                         | 2014 |
| 48 | Пещерный медведь Romanización: Peshchernyy medved               | Sabre-Toothed Bear   | Oso de dientes de sable                   | 2014 |
| 49 | Дорогая передача Romanización: Dorogaya peredacha               | Variety Show         | Programa de variedades                    | 2015 |
| 50 | Праздник Урожая Romanización: Prazdnik Urozhaya                 | Happy Harvest        | Festival de la vendimia                   | 2015 |
| 51 | Неуловимые мстители Romanización: Neulovimyye mstiteli          | Home-Grown Ninjas    | Vengadores                                | 2015 |
| 52 | До новых встреч! Romanización: Do novykh vstrech!               | See You Later        | Nos vemos después                         | 2015 |

### Temporada 3 - Masha y el oso
| Ep | Título original                                                                 | Título en inglés            | Título en español               | Año  |
| -- | ------------------------------------------------------------------------------- | --------------------------- | ------------------------------- | ---- |
| 53 | На круги своя Romanización: Na krugi svoya                                      | Coming Home Ain't Easy      | Volviendo al principio          | 2015 |
| 54 | В гостях у сказки Romanización: V gostyakh u skazki                             | The Very Fairy Tale         | Había una vez                   | 2015 |
| 55 | Эх, прокачу! Romanización: Ekh, prokachu!                                       | Driving lessons             | Viajando con estilo             | 2015 |
| 56 | Страшно, аж жуть! Romanización: Strashno, azh zhut'!                            | A ghost history             | Historias de miedo              | 2015 |
| 57 | На привале Romanización: Na privale                                             | Liar, liar plants on fire¡  | Arte natural                    | 2016 |
| 58 | Кошки-мышки Romanización: Koshki-myshki                                         | Like Cat and Mouse          | Jugando al gato y el ratón      | 2016 |
| 59 | Game over Romanización: Game over                                               | Game Over                   | Fin del juego                   | 2016 |
| 60 | К вашим услугам Romanización: K vashim uslugam                                  | At your service             | ¡Yo robot!                      | 2016 |
| 61 | С любимыми не расставайтесь Romanización: S lyubimymi ne rasstavaytes'          | Christmas carol             | Amigos para siempre             | 2016 |
| 62 | Спи, моя радость, усни! Romanización: Spi, moia radost', usni!                  | Rock a bye baby             | Canción de cuna                 | 2017 |
| 63 | Сюрприз! Сюрприз! Romanización: Syurpriz! Syurpriz!                             | Surprise! Surprise!         | ¡Sorpresa! ¡Sorpresa!           | 2017 |
| 64 | Три машкетёра Romanización: Tri mashketiora                                     | Three Mashketeers           | Tres mashqueteros               | 2017 |
| 65 | Есть контакт Romanización: Yest' kontakt                                        | We come in peace            | Contacto                        | 2017 |
| 66 | Спокойствие, только спокойствие Romanización: Spokoystviye, tol'ko spokoystviye | Tee for Three               | Tee para tres                   | 2017 |
| 67 | Цирк и только Romanización: Tsirk i tol'ko                                      | The Best Medicine           | Mejor medicina                  | 2017 |
| 68 | Квартет плюс Romanización: Kvartet plyus                                        | Quertet Plus                | Cuarteto y más                  | 2017 |
| 69 | Сколько волка ни корми… Romanización: Skol'ko volka ni kormi…                   | New Kids on the Block       | Los nuevos chicos del barrio    | 2018 |
| 70 | Звезда небес Romanización: Zvezda nebes                                         | Twinkle Twinkle Little Star | Una estrella del cielo          | 2018 |
| 71 | Вот такой хоккей Romanización: Vot takoy khokkey                                | What a Wonderful Game       | ¡Que juego tan maravilloso!     | 2018 |
| 72 | Шарики и Кубики Romanización: Shariki i Kubiki                                  | That's Your Cue             | Esa es tu señal                 | 2018 |
| 73 | Случай рыболовства Romanización: Sluchay rybolovstva                            | Fishy Story                 | La pesca del día                | 2018 |
| 74 | Вот как бывает Romanización: Vot kak byvayet                                    | Monkey Business             | Haciendo monerías               | 2019 |
| 75 | Не царское дело Romanización: Ne tsarskoye delo                                 | God Save to Queen           | No es digno de una reina        | 2019 |
| 76 | Вся жизнь – театр Romanización: Vsya zhizn' – teatr                             | All the World's a Stage     | El mundo entero es un teatro    | 2019 |
| 77 | Вокруг света за один час Romanización: Vokrug sveta za odin chas                | Around the World in One Day | Alrededor del mundo en una hora | 2019 |
| 78 | Кем быть? Romanización: Kem byt'?                                               | Who Am I?                   | ¿Quien soy?                     | 2019 |

### Temporada 5 - Masha y el oso (Temporada 6, y 7 en camino)
| Ep  | Título original                                             | Título en inglés        | Título en español         | Año  |
| --- | ----------------------------------------------------------- | ----------------------- | ------------------------- | ---- |
| 79  | Большой поход Romanización: Na krugi svoya                  | Something yummy         | Algo delicioso            | 2020 |
| 80  | Что внутри Romanización: V gostyakh u skazki                | Big hike                | La excursion              | 2020 |
| 81  | Что нибудь вкусненькое Romanización: Ekh, prokachu!         | What's inside?          | ¿Que hay adentro?         | 2020 |
| 82  | Первая ласточка Romanización: Strashno, azh zhut'!          | The first swallow       | El primer petirrojo       | 2020 |
| 83  | Грибной дождь Romanización: Na privale                      | Honey day               | Dia de miel               | 2020 |
| 84  | Медовый день Romanización: Koshki-myshki                    | Mushroom rain           | Lluvia de setas           | 2020 |
| 85  | Крути педали Romanización: Game over                        | Tour de forest          | El tour del bosque        | 2020 |
| 86  | Живая шляпа Romanización: K vashim uslugam                  | Finder keepers          | Si lo encuentro es mio    | 2021 |
| 87  | Калинка малинка Romanización: S lyubimymi ne rasstavaytes'  | Berry naughty'          | Bayas traviesas           | 2021 |
| 88  | День хороших манер Romanización: Spi, moia radost', usni!   | Mind your manners       | Cuida tus modales         | 2021 |
| 89  | Остров сокровищ Romanización: Syurpriz! Syurpriz!           | Treasure island         | Isla del tesoro           | 2021 |
| 90  | Лучшая няня на свете Romanización: Tri mashketiora          | Masha knows best        | Masha lo sabe mejor       | 2021 |
| 91  | Кто за старшего Romanización: Yest' kontakt                 | who's the boss?         | ¿Quien esta a cargo?      | 2021 |
| 92  | Танцуют все Romanización: Spokoystviye, tol'ko spokoystviye | Pasta la vista          | Pasta a la vista          | 2021 |
| 93  | Дела сердечные Romanización: Tsirk i tol'ko                 | Love is in the bear     | El amor esta en el aire   | 2021 |
| 94  | Тушите не тушите Romanización: Kvartet plyus                | Wish upon a star        | Deseo de una estrella     | 2021 |
| 95  | Макароны по флотски … Romanización: Skol'ko volka ni kormi… | Firefighter of the day  | Bombera del dia           | 2021 |
| 96  | Венок из одуванчиков Romanización: Zvezda nebes             | Awesome blossoms        | Flores impresionantes     | 2021 |
| 97  | Шкатулка с сюрпризом Romanización: Vot takoy khokkey        | Sleeping beauties       | Bellezas durmientes       | 2021 |
| 98  | Удар, ещё удар Romanización: Shariki i Kubiki               | Try, try again          | Intentalo de nuevo        | 2021 |
| 99  | Кушать подано Romanización: Sluchay rybolovstva             | How to train your plant | Como entrenar a tu planta | 2022 |
| 100 | Ехали медведи... Romanización: Vot kak byvayet              | Princess or dragon?     | El dia de un dragon       | 2022 |
| 101 | Спасайся кто может Romanización: Ne tsarskoye delo          | The mystery guest       | El invitado misterioso    | 2022 |
| 102 | Чудо в перьях Romanización: Vsya zhizn' – teatr             | Hapily feather after    | Felizmente emplumada      | 2022 |
| 103 | Мишка на юге Romanización: Vokrug sveta za odin chas        | Sudden turn             | Giro inesperado           | 2022 |
| 104 | Драконов день Romanización: Kem byt'?                       | Unbearable beach        | Incomodidad en la playa   | 2022 |

### Masha y el oso - Canciones para niños
| Ep | Título original                                                    | Título en inglés                 | Título en español                  | Año  |
| -- | ------------------------------------------------------------------ | -------------------------------- | ---------------------------------- | ---- |
| 1  | Пять Обезьянок Romanización: Pyat' Obez'yanok                      | Five Little Monkeys              | Cinco monitos                      | 2019 |
| 2  | Лодочка Romanización: Lodochka                                     | Row Row Your Boat                | Rema rema tu bote                  | 2019 |
| 3  | Звёздочка Romanización: Zvozdochka                                 | Twinkle Twinkle Little Star      | Estrellita donde estás             | 2019 |
| 4  | Автобус Romanización: Avtobus                                      | Wheels on the Bus                | Las ruedas del autobús             | 2019 |
| 5  | Часики Romanización: Chasiki                                       | Hickory Hickory Dock             | Hickory Hickory Dock               | 2019 |
| 6  | Мишенька Romanización: Mishen'ka                                   | Teddy Bear                       | Osito de peluche                   | 2020 |
| 7  | если весел ты Romanización: Yesli vesel ty                         | If You Are Happy and You Know It | Si te sientes muy feliz            | 2020 |
| 8  | Радуга Romanización: Raduga                                        | Rainbow Song                     | La canción del arcoiris            | 2020 |
| 9  | Цветная песенка Romanización: Tsvetnaya pesenka                    | Color Song                       | La canción de los colores          | 2020 |
| 10 | Паучок Romanización: Pauchok                                       | Itsy Bitsy Spider                | Itsy bitsy araña                   | 2020 |
| 11 | Чудеса Romanización: Chudesa                                       | Hey Diddle Diddle                | Hey Diddle Diddle                  | 2021 |
| 12 | Шалун-Балун Romanización: Shalun-Balun                             | Humpty Dumpty                    | Humpty Dumpty                      | 2021 |
| 13 | Овечка Romanización: Ovechka                                       | Baa Baa, Black Sheep             | Baa Baa, oveja negra               | 2021 |
| 14 | Алфавит Romanización: Alfavit                                      | ABC song                         | Canción de ABC                     | 2021 |
| 15 | Дождик Romanización: Dozhdik                                       | Rain, rain go away               | Lluvia, lluvia vete ya             | 2021 |
| 16 | Дискотека Romanización: Diskoteka                                  | Disco song                       | Cancion de discoteca               | 2021 |
| 17 | Барашек Romanización: Barashek                                     | Mary had a little lamb           | María tenía un corderito           | 2021 |
| 18 | Формы предметов Romanización: Formy predmetov                      | Shapes song                      | Canción de las formas              | 2021 |
| 19 | Пять утят Romanización: Pyat' utyat                                | Five little ducks                | Cinco patitos                      | 2021 |
| 20 | Бинго Romanización: Bingo'                                         | Bingo                            | Bingo                              | 2021 |
| 21 | 1, 2, 3, 4, 5 Romanización: 1, 2, 3, 4, 5                          | 1, 2, 3, 4, 5                    | 1, 2, 3, 4, 5                      | 2021 |
| 22 | звуки животных Romanización: zvuki zhivotnykh                      | Animal sounds                    | Sonidos de animales                | 2021 |
| 23 | На ферме Romanización: Na ferme                                    | Old McDonald had a farm          | El viejo McDonald tenía una granja | 2021 |
| 24 | Кто на свете всех смелей? Romanización: Kto na svete vsekh smeley? | Who's the bravest in the world?  | Canción espeluznante               | 2021 |
| 25 | Про любовь Romanización: Pro lyubov'                               | Love song                        | Cancion de amor                    | 2021 |
| 26 | Динь Динь Дон Romanización: Din' din' don                          | Jingle bells                     | Cascabeles                         | 2021 |

## Transmisión
El 28 de septiembre de 2014, se anunció que la serie será emitida para América Latina por Boomerang, aunque después de su cese de emisiones (en América Latina) se sigue emitiendo su reemplazo de la llegada del Cartoonito. Adicionalmente también se emiten en Cartoon Network los sábados a las 8:00 a. m. (solo algunos países). El 1 de octubre de 2017, se estrena por dicho canal el reboot de la serie.
Desde el 4 de mayo de 2015, la serie es difundida para España por el Canal Panda y desde el 25 de julio de 2015, la serie también es difundida en Boing todos los fines de semana a las 5:30 p. m. (hora local de Madrid) hasta enero de 2017. Desde julio de 2017, la serie se traslada al canal Clan TVE.
En Paraguay se emite desde 2019 por Latele, la serie se transmitió por Boomerang entre 2015 a 2021.
Actualmente también se transmite en Netflix y a finales de 2021 lo transmite en Cartoonito.

## Premios
En 2015, la serie ganó el premio Kidscreen Awards como Mejor Animación.

## Spin off
La serie cuenta actualmente con tres spin off, Los cuentos de Masha, Las canciones de masha y Las historias espeluznantes de Masha. Las series son animadas por ordenador en 3D en las escenas donde Masha cuenta las historias y en 2D para los cuentos y canciones.

## Los cuentos de Masha
Los Cuentos de Masha (en ruso: Машины сказки y en inglés: Masha's Tales) muestra a Masha contando cuentos de hadas y muchos más a sus juguetes, aunque siempre agregando algún giro a la historia. La serie tiene actualmente 26 episodios.

## Las historias espeluznantes de Masha
Las historias espeluznantes de Masha (en ruso: жуткие истории Маши y en inglés: Masha's creepy stories) nos cuentan historias basadas en la realidad del miedo de algunas personas y como buscan vencerlo o como terminan aprendiendo de ello. La serie tiene actualmente 26 episodios.

## Las Canciones de Masha
Las canciones de masha (en ruso: Песни Маши y en inglés: Masha's Songs) es la temporada 4 de masha y el oso (con unos 14 episodios).